# Villa Catello-Piccoli

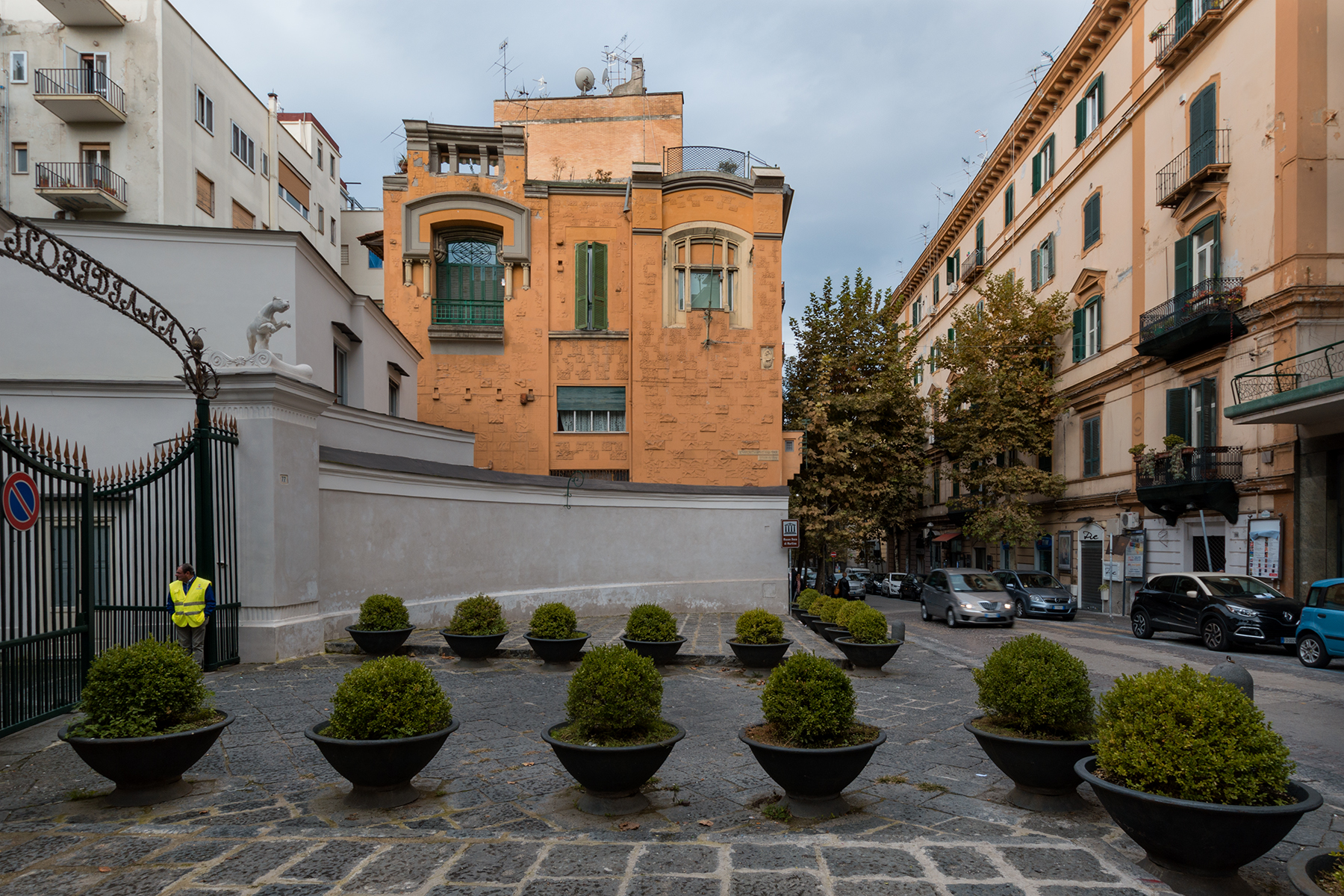
Villa Catello-Piccoli in Neapel

Die Villa Catello-Piccoli, auch Villa Frenna-Scognamiglio, ist ein Landhaus im Jugendstil aus den 1910er-Jahren im Viertel Vomero von Neapel in der italienischen Region Kampanien. Es liegt in der Via Domenico Cimarosa, 70, in der Nähe der Villa Floridiana.

## Geschichte und Beschreibung
Das Gebäude wurde 1918 errichtet, wie das Datum auf einem Schild ausweist. Es wurde von Architekt und Bauingenieur Adolfo Avena, assistiert von Bauingenieur Gioacchino Luigi Mellucci, projektiert, der die Villa aus dem Umbau und dem Abriss eines vorhergehenden Gebäudekomplexes schuf, wodurch er eine angenehme und rationale Aufteilung der Innenräume erreichte.
Von außen ähnelt die Villa einer kleinen Festung, da die Basis durch rustiziertes Bossenwerk gekennzeichnet ist, wogegen die Seitenfassade durch überstehendes Bossenwerk auszeichnet und in der Mitte im ersten Obergeschoss ein einfaches Fenster besitzt. Das zweite Obergeschoss zeigt Fenster mit Stuckverzierungen. An der Hauptfassade zur Straße hin gibt es eine große Öffnung im katalanischen Stil, die heute der Eingang zu einem Ladengeschäft ist, und einen Balkon mit gespreizter Konsole.